# Pierre François Verhulst
Pierre François Verhulst, född 1804, död 1849, matematiker, doktor i talteori vid universitetet i Gent 1825.
Verhulst publicerade 1838 den logistiska demografimodellen:
{\displaystyle N'(t)=rN(t)\left(1-{\frac {N(t)}{K}}\right)}
där {\displaystyle N(t)} är antalet individer vid tiden t, r den interna tillväxttakten och K antalet individer vid jämvikt.